# فرانسیسکو فانسکو
فرانسیسکو فانسکو (انگلیسی: Francisco Fonseca؛ زادهٔ ۲ اکتبر ۱۹۷۹) یک بازیکن فوتبال اهل مکزیک است.
وی همچنین در تیم ملی فوتبال مکزیک بازی کرده‌است.